# Rue Francis-Picabia
La rue Francis-Picabia est une rue située dans le 20e arrondissement de Paris, en France.

## Origine du nom
Son nom honore la mémoire de Francis Picabia (1879-1953), peintre, dessinateur et écrivain français.

## Historique
La voie est créée dans le cadre de l'aménagement de la ZAC Belleville sous le nom provisoire de « voie DE/20 » et prend sa dénomination actuelle par un arrêté municipal du 21 décembre 1987. 